# كيمبرلي جاردنر
كيمبرلي إم جاردنر (من مواليد 2 أغسطس 1975) هي سياسية ومحامية أمريكية من ولاية ميسوري. كانت محامية الدائرة لمدينة سانت لويس بولاية ميسوري. عملت سابقًا كعضو في مجلس النواب بولاية ميسوري.
في فبراير 2023، طلب المدعي العام في ولاية ميسوري أندرو بيلي من غاردنر الاستقالة بعد أن تسبب مجرم متسلسل انتهك الإقامة الجبرية 51 مرة في فقدان فتاة مراهقة ساقيها.  في يوليو 2022، كان المشتبه به المعني موجودًا في المحكمة، وجاهزًا للمحاكمة كمشتبه به في جريمة سطو مسلح حدثت في عام 2020، لكن مكتب جاردنر لم يكن مستعدًا للمحاكمة، لذلك أسقط موظفو جاردنر التهم وأعادوا تقديمها. نفس اليوم.  بعد الحادث، طلب العديد من أعضاء مجلس محلي من جاردنر الاستقالة، وصرح عمدة سانت لويس تيشورا جونز أن جاردنر "بحاجة إلى إجراء بعض البحث الذاتي حول ما إذا كانت تريد الاستمرار في العمل مع محامي الدائرة أم لا لأنها فقدت الحق في ذلك". ثقة الناس". 
في 4 مايو 2023، استقال غاردنر رسميًا من منصب المدعي العام لدائرة سانت لويس. وأعلنت أن استقالتها ستكون سارية المفعول في الأول من يونيو/حزيران، لكنها انتهت بالتنحي في وقت مبكر من يوم 16 مايو/أيار.

## النشأة والتعليم
ولد جاردنر عام 1975 ونشأ في سانت لويس بولاية ميسوري. تدير عائلتها دار جنازة في شمال سانت لويس، حيث عملت أيضًا. حصلت على درجة بكالوريوس العلوم في إدارة الرعاية الصحية من جامعة ولاية هاريس ستو في عام 1999. ثم حصلت على دكتوراه في القانون من كلية الحقوق بجامعة سانت لويس عام 2003 وماجستير العلوم في التمريض من جامعة سانت لويس عام 2012 

## حياة مهنية

### ما قبل الحياة العامة وممثل الدولة.
عمل غاردنر في شركة محاماة Bell, Kirksey & Associates، وكمدعي عام مساعد (مكتب محامي دائرة سانت لويس، 2005-2010) قبل انتخابه كمحامي دائرة.  من عام 2013 إلى عام 2017 كانت ممثلة ولاية ميسوري للمنطقة 77.

### محامي الدائرة
تولى غاردنر منصبه في 6 يناير 2017.  وهي أول أمريكية من أصل أفريقي ترأس مكتب المدعي العام. في عام 2019، طلبت شرطة سانت لويس 7045 قضية جنائية، ولكن تمت محاكمة 1641 فقط من قبل مكتب جاردنر. وأُعيد العديد منهم إلى الشرطة بحجة عدم كفاية الأدلة، على الرغم من ادعاءات بوجود أدلة كافية لمحاكمتهم من قبل نقابة الشرطة.  
واصل غاردنر محاكمة ضابط الشرطة السابق في قسم شرطة سانت لويس متروبوليتان جيسون ستوكلي بتهمة القتل من الدرجة الأولى في إطلاق النار على أنتوني لامار سميث، وهي قضية رفعتها لأول مرة سلفها جينيفر جويس. وأدى حكم البراءة في المحاكمة بقرار من القاضي تيموثي ويلسون إلى احتجاجات شديدة في الأشهر الأخيرة من عام 2017.
بصفته محامي الدائرة، قام جاردنر بإزالة أو تخفيض المبلغ النقدي المطلوب للسندات الخاصة بالجرائم البسيطة وغير العنيفة. كما قامت أيضًا بتوسيع برامج التحويل ومحاكم المخدرات،  وتشاورت مع معهد فيرا للعدالة بشأن هذه القضايا.  ووعدت بإنهاء الملاحقات القضائية لحيازة الماريجوانا على مستوى منخفض ورفض العديد من هذه القضايا.  خلال فترة عمل جاردنر، شارك مكتب المستشار القانوني في منحة فيدرالية للعمل مع مشروع البراءة في الغرب الأوسط بشأن الإدانات الخاطئة.

#### دوران الموظفين والنقص
شهد مكتب المدعي العام للدائرة معدل دوران يزيد عن 100٪ في الموظفين منذ أن تولى جاردنر منصبه. ذكرت صحيفة سانت لويس بوست ديسباتش في سبتمبر 2019 أن "أكثر من 65 محاميًا يتمتعون بخبرة مشتركة تزيد عن 460 عامًا في خبرة الادعاء" قد تركوا مكتب المدعي العام تحت قيادة جاردنر. 

#### عملية هيئة المحلفين الكبرى
اتهم مكتب كيم جاردنر المتهمين بموجب شكوى مباشرة ثم استخدم عملية هيئة المحلفين الكبرى لتأخير جلسة الاستماع الأولية.  وكان متوسط الانتظار 344 يومًا اعتبارًا من مارس 2021.  غيرت المحكمة العليا في ولاية ميسوري قواعد جلسات الاستماع الأولية اعتبارًا من 1 مارس 2021، إلى أنه "يجب على المحاكم عقد جلسات استماع أولية في غضون 30 يومًا من تقديم الشكاوى الجنائية إذا كان المدعى عليه في السجن، وفي غضون 60 يومًا إذا لم يكن كذلك".  أدى استمرار كيم جاردنر في استخدام عملية هيئة المحلفين الكبرى إلى التحايل على محاولة المحكمة العليا للإصلاح.  

## الخلافات

### التحقيق والاتهام لإريك جريتنز
حصل مكتب كيم جاردنر على لائحة اتهام من هيئة المحلفين الكبرى لحاكم ولاية ميسوري الحالي إريك جريتنز في فبراير 2018، بتهمة انتهاك الخصوصية.  في 20 أبريل 2018، أعلن مكتب جاردنر عن تهمة جديدة بالتلاعب ببيانات الكمبيوتر ضد Greitens.  ثم أتيحت الفرصة للمدعي العام في ولاية ميسوري جوش هاولي للمحاكمة لكنه رفض القيام بذلك. في مايو 2018، حكم القاضي في قضية Greitens أنه يمكن للدفاع استدعاء غاردنر كشاهد بسبب الاشتباه في سلوك الادعاء الإجرامي. بعد حكم القاضي، أعلن مكتب غاردنر أنهم سوف يرفضون تهمة انتهاك الخصوصية، مشيرين إلى أن غاردنر لا تستطيع الإدلاء بشهادتها في قضية كان مكتبها يقاضيها.  بعد إعلان Greitens أنه يعتزم الاستقالة من منصب الحاكم، أعلن Gardner أنه سيتم إسقاط جميع التهم الموجهة ضد Greitens. 
في 15 مايو 2018، قدم محامو Greitens تقريرًا للشرطة إلى قسم شرطة سانت لويس متروبوليتان يزعم فيه الحنث باليمين من قبل William Don Tisaby، وهو عميل سابق في مكتب التحقيقات الفيدرالي ومحقق خاص استأجره Gardner للتحقيق مع Greitens. استشهد محامو الدفاع أيضًا بمدفوعات نقدية سرية بقيمة 100000 دولار للشهود، والمدفوعات التي قالوا إن غاردنر أخفاها عن فريق الدفاع، بالإضافة إلى اجتماعات عديدة بين محامي الدائرة وويليام تيسابي، و"شاهد رئيسي في القضية". وفي بيان بشأن تقرير الشرطة، قال محامو الدفاع إنه "بموجب القانون، كان كل من محامي الدائرة ووليام تيسابي مطالبين بالإدلاء بشهادتهما حول ما قيل وفعل في تلك الاجتماعات السرية. وكلاهما رفض القيام بذلك". أكد تيسابي على حقوقه في التعديل الخامس ضد تجريم الذات ردًا على أكثر من 50 سؤالًا. 

#### تحقيق النيابة الخاصة
في 29 يونيو 2018، عين قاضي دائرة سانت لويس مايكل مولن محامي سانت لويس جيرارد كارمودي مدعيًا خاصًا للتحقيق في مزاعم سوء السلوك الإجرامي في القضية المرفوعة ضد الحاكم إريك جريتنز.  استأنف غاردنر تعيين مدعٍ خاص أمام المحكمة العليا في ولاية ميسوري، التي قضت بأن غاردنر لديه تضارب في المصالح في القضية وأيدت تعيين مولن لكارمودي.  كما رفضت المحكمة العليا في ميسوري استئنافًا من مكتب جاردنر يسعى إلى منع مذكرة تفتيش موقعة من مولين لملفات مكتب جاردنر. أمرت المحكمة جاردنر بتسليم الخوادم التي طلبتها كارمودي. 
في 17 يونيو 2019، تم الكشف عن لائحة اتهام من 30 صفحة من هيئة المحلفين الكبرى ضد ويليام دون تيسابي، المحقق الخاص الذي عينه غاردنر للتحقيق مع غريتنز، واتهمته بستة تهم جناية الحنث باليمين وتهمة واحدة بجناية التلاعب بالأدلة. تزعم لائحة الاتهام أن تيسابي كذب تحت القسم بشأن "الأمور التي يمكن أن تؤثر بشكل كبير، أو أثرت بشكل كبير، على مسار أو نتيجة قضية غريتنز" (على وجه التحديد، حول اتصالاته مع شاهد رئيسي في القضية وطبيعة تلك المحادثات). وأخفى وثائق عن محامي الدفاع.   ودفع تيسابي بأنه غير مذنب.  في يونيو 2019، قال محامي تيسابي للصحفيين إن "السيدة جاردنر ربما تكون هي الهدف الفعلي هنا، وليس السيد تيسابي". على الرغم من عدم توجيه الاتهام إلى غاردنر،  أن لائحة الاتهام ضد تيسابي ذكرت أن غاردنر "فشل في تصحيح أكاذيب تيسابي، وفشل في إبلاغ الشرطة بها، وأدلى بأقوال غير صحيحة لمحامي الدفاع والقاضي". 
في 10 يوليو 2019، تم حل هيئة المحلفين الكبرى دون توجيه الاتهام إلى غاردنر.  في اليوم التالي، عقدت غاردنر مؤتمرًا صحفيًا أنكرت فيه ارتكاب أي مخالفات في قضية غريتنز (أول بيان علني لها حول هذه المسألة منذ تعيين المدعي الخاص، حيث تم وضع أمر منع النشر على القضية طوال مدة هيئة المحلفين الكبرى) و قائلاً إن الوقت قد حان للمدينة "للمضي قدمًا". 
وفي أعقاب المؤتمر الصحفي، اتخذ المدعي الخاص كارمودي خطوة غير عادية بإصدار بيان يوضح أن هيئة المحلفين الكبرى تم حلها بسبب انتهاء فترة ولايتها، وليس بسبب اكتمال التحقيق. أعلن كارمودي أنه على الرغم من استنتاج هيئة المحلفين الكبرى الأصلية، فإن تحقيقه سيستمر، مشيرًا إلى سلطته في تشكيل هيئة محلفين كبرى جديدة لمراجعة أي دليل يتعلق بسلوك غاردنر. 
تم رفض طلب تيسابي برفض لائحة الاتهام الموجهة ضده من قبل قاضي دائرة سانت لويس بريان هيتنباخ، الذي أصدر أيضًا أمرًا وقائيًا على ما يقرب من 4000 مستند بناءً على طلب كارمودي لحماية خصوصية بعض الأطراف المشاركة في قضية Greitens وسلامة " ركز التحقيق الجنائي النشط" على الملاحقة القضائية الفاشلة للغرايتنز. 
في 2 يوليو 2021، وافق القاضي بريان هيتنباخ على انسحاب كارمودي من القضية وعين روبرت راسل المدعي العام لمقاطعة جونسون في القضية. وأمرت المحكمة مدينة سانت لويس بدفع نفقات راسل. كما رفض القاضي بريان هيتنباخ طلب محامي تيسابي برفض القضية ومعاقبة كارمودي بزعم عدم تقديم النصوص. 
في 23 مارس 2022، أقر تيسابي بأنه مذنب في جنحة التلاعب بالأدلة وأمر بقضاء عام تحت المراقبة.  واعترف تيسابي بعدم تقديم المستندات لمحامي جريتن بما في ذلك ملاحظاته خلال مقابلة مع النساء المتورطات في القضية.  صرح محاميه، جيرمين ووتن، أن تيسابي أقر بالذنب بعد أخذ صحته في الاعتبار، وذكر المحامي أنه غير متأكد من قدرة تيسابي على الصمود أمام محاكمة كاملة أمام هيئة محلفين. 

#### مسبار سوء السلوك
نُشر في 4 مايو 2021 أن المستشار التأديبي لولاية ميسوري وجد سببًا محتملاً لارتكاب غاردنر سوء سلوك مهني أثناء محاكمة غريتنز.  ستواجه غاردنر لجنة تأديبية وأي عقوبة محتملة ستقررها المحكمة العليا في ميسوري والتي قد تتراوح بين التحذير وتعليق أو إلغاء ترخيصها القانوني.  وصف الخبير في سوء سلوك النيابة العامة ، البروفيسور بينيت غيرشمان، القضية بأنها "مذهلة" واستدعاء غير عادي لقضية برادي ضد ماريلاند ، والتي يركز عليها السجل. 
في 11 أبريل 2022، تم الاستماع إلى جلسة الاستماع التأديبية لغاردنر.  اعترف غاردنر بارتكاب مخالفات أثناء جلسة الاستماع ووافق على شرط مكون من 40 صفحة ينص على كيفية عدم تسليم الملاحظات والتسجيل لفريق دفاع جريتن.  يوصي الشرط بتوبيخ جاردنر الذي سيستمر في رخصتها إلى الأبد.  ادعى جاردنر خلال جلسة الاستماع أن قسم شرطة سانت لويس رفض "التدخل" للتحقيق في هذه المزاعم، وهو ادعاء نفاه الرئيس جون هايدن جونيور مرارًا وتكرارًا.  سيكون أمام لجنة الأخلاقيات المكونة من ثلاثة أشخاص 30 يومًا لتقرر ما إذا كانت ستقبل الاتفاق، وبعد ذلك سيكون للمحكمة العليا في ميسوري الكلمة الأخيرة بشأن معاقبة جاردنر وما هي العقوبة إن وجدت. 

### قائمة الاستبعاد
في صيف 2018، أعلن متحدث باسم المكتب المركزي للمحاسبات عن وجود "قائمة استبعاد" (على غرار " قائمة برادي " في ولايات قضائية أخرى) تضم 28 ضابطًا من حركة SLMPD الذين يعتبر سلوكهم ملوثًا بسوء السلوك لدرجة أن المكتب المركزي للمحاسبات لن يقبل الشهادة بعد الآن. أو الأدلة في قضايا المحكمة وستعيد النظر في القضايا السابقة.  وقع خمسة وخمسون من المدعين العامين ومسؤولي إنفاذ القانون من جميع أنحاء الولايات المتحدة على بيان يدعم قائمة غاردنر برادي.  أعلن غاردنر، في فبراير 2019، أن CAO وقسم الشرطة يعملان معًا على حل المشكلات الناجمة عن القائمة.  في يناير 2019، اتهم مكتب جاردنر ضباطًا داخل الحركة الشعبية لتحرير السودان بعرقلة تحقيقاتهم في مقتل الضابطة كاتلين أليكس بالرصاص على يد الضابط ناثانيال ر. هندرين، وهو أحد الضابطين المتهمين بارتكاب جرائم تتعلق بالحادثة، مما أدى إلى توبيخ حاد من قبل الرئيس جون. هايدن . 

### جدل حول توقف حركة المرور
في 23 ديسمبر 2019 (اليوم السابق عشية عيد الميلاد)، أوقف ضباط شرطة سانت لويس متروبوليتان كيم جاردنر في شارع ماركت بسبب مخالفة مرورية. في يناير 2020، أجرت غاردنر العديد من المقابلات الإخبارية وادعاءات عامة تفيد بأن: التوقف كان في 24 ديسمبر 2019 (عشية عيد الميلاد)، واحتجزتها الشرطة لمدة 15 دقيقة دون ذكر السبب، وأن هذه كانت "أساليب تخويف استخدمتها الشرطة". لوقف الإصلاح". تشير سجلات الشرطة إلى أن التوقف حدث في 23 ديسمبر 2019 بدلاً من ذلك. كما نشرت أخبار KMOV4 أدلة فيديو من كاميرا عبر الشارع تكشف أن ضباط شرطة سانت لويس أوقفوا غاردنر عندما ظهرت سيارتها وهي تقود بدون مصابيح أمامية، وأن التوقف استمر لمدة 6 دقائق فقط. واستمر جاردنر في الادعاء بأن التوقف استمر 15 دقيقة وكان بدون سبب. أرسل مكتب المدعي العام أيضًا بيانًا عبر البريد الإلكتروني جاء فيه "بحسب الشرطة، كان التوقف لمدة 15 دقيقة. بالإضافة إلى ذلك، فإن بيان الضابط يختلف عن البيان الذي شاركه جيف روردا". ثم أصدرت SLMPD بيانًا للمتابعة مفاده أن الشرطة لم تذكر مطلقًا أن جاردنر احتُجز لمدة 15 دقيقة. كما كشف البيان أن أحد محققي النيابة العامة حاول الانخراط في التحقيق المروري، وهو عمل غير قانوني وكان من الممكن القبض على المحقق بسببه. ولم يتم القبض على المحقق. واصل مكتب المدعي العام تأكيد مزاعم جاردنر الكاذبة. 

### مخالفات تمويل الحملات الانتخابية
في عام 2019، اعترفت غاردنر بارتكاب انتهاكات متكررة لتمويل الحملات الانتخابية يعود تاريخها إلى فترة عملها كمشرعة في ولاية ميسوري. وشملت هذه الانتهاكات استخدام تبرعات الحملة لدفع ثمن شقة خاصة. توصل جاردنر إلى اتفاق مع لجنة الأخلاقيات في ولاية ميسوري لدفع تسوية قدرها 6314 دولارًا بدلاً من غرامة قدرها 63009 دولارات. 

### دعوى الحقوق المدنية
في يناير 2020، رفع غاردنر دعوى قضائية تتعلق بالحقوق المدنية ضد قسم شرطة مدينة سانت لويس وسانت لويس متروبوليتان على أساس التعديل الرابع ، التعديل الرابع عشر ، وقانون كو كلوكس كلان لعام 1865 ، بدعوى وجود مؤامرة عنصرية.  تستشهد الدعوى بتقرير صدر عام 2016 من الجمعية الأخلاقية للشرطة يشرح بالتفصيل تاريخ التمييز العنصري في قوة الشرطة،  بالإضافة إلى تقرير مشروع Plain View الذي يكشف الأنشطة العنصرية لضباط شرطة المدينة على وسائل التواصل الاجتماعي. 
ونفت المدينة وجمعية ضباط شرطة سانت لويس بقيادة جيف روردا مزاعم الدعوى.  سافرت العديد من محاميات المقاطعات الأمريكيات من أصل أفريقي، بما في ذلك مارلين موسبي وأراميس أيالا ، إلى سانت لويس لإظهار الدعم لغاردنر، معلنين أنها مستهدفة من قبل نظام "عنصري أساسي" والذي يعارضونه أيضًا. 
في 30 سبتمبر 2020، رفض قاضي المقاطعة الأمريكية جون أندرو روس دعوى جاردنر.  كتب القاضي ما يلي: "أفضل وصف لشكواها المؤلفة من 32 صفحة هو أنها مجموعة من الادعاءات غير ذات الصلة والبيانات الختامية المدعومة بعدد قليل جدًا من الحقائق، والتي لا تدافع عن أي سبب معروف للدعوى" وتابع أن "غاردنر لا يقدم أي حقائق مادية محددة ظرفية أو غير ذلك، لإظهار أن المدعى عليهم تصرفوا مع بعضهم البعض بغرض حرمانها - أو أي شخص آخر - من الحق الدستوري في الحماية المتساوية، ولا تعد شكواها أكثر من مجموعة من الإهانات الشخصية - والتي لا يرقى أي منها إلى مستوى الانتهاك السبب القانوني للدعوى."  القاضي روس هو قاضٍ فيدرالي في المحكمة الجزئية الأمريكية للمنطقة الشرقية من ولاية ميسوري. تم ترشيحه من قبل الرئيس باراك أوباما في ديسمبر 2010. قبل أن يصبح قاضيًا فيدراليًا، كان روس قاضيًا في محكمة الدائرة رقم 21 في ولاية ميسوري.  تمت مناقشة تكاليف الدفاع عنها من أموال دافعي الضرائب على نطاق واسع. تُظهر الفواتير والإيصالات التي حصلت عليها Post-Dispatch أن المدينة وافقت في يونيو/حزيران على ودفعت لشركة Brown & James حوالي 153.600 دولار أمريكي كفواتير قانونية للدفاع عن مكتب المدعي العام ضد دعويين قضائيتين. دفعت المدينة حوالي 80٪ من تلك الفواتير بعد ثلاثة أسابيع من قيام قاضي الدائرة جوان موريارتي بمنع المدفوعات لخمس شركات خاصة أخرى على الأقل. 

### دعوى السجلات المفتوحة
في يناير 2020، رفع جون سولومون ، المساهم والمعلق السياسي في فوكس نيوز، دعوى قضائية ضد جاردنر والعديد من الآخرين — بما في ذلك ممثلي الدولة السابقين جاي بارنز وستيسي نيومان ، والمتبرع السياسي الملياردير جورج سوروس ، والأفراد المرتبطين بصناعة الائتمان الضريبي للإسكان منخفض الدخل بالولاية — في سانت لويس. محكمة دائرة سانت لويس، بدعوى حدوث انتهاكات لقوانين السجلات المفتوحة في ولاية ميسوري.  ادعى سولومون أن مكتب جاردنر انتهك "قانون الشمس المشرقة" بالولاية من خلال رفض إتاحة السجلات المتعلقة بالتحقيقات مع حاكم ولاية ميسوري الجمهوري السابق إريك جريتنز .  استأجرت غاردنر شركة محاماة خاصة محلية لتمثيلها في القضية بينما مثل سولومون ديف رولاند، رئيس مركز الحرية في ميسوري. 
في ديسمبر 2020، استبعد القاضي غاردنر من مقاضاة القضية المرفوعة ضد مارك مكلوسكي، وكتب أن "سلوك المدعي العام يثير المظهر بأنها بدأت محاكمة جنائية لأغراض سياسية".  

### جدل حول إسقاط التهم
في 16 يوليو 2021، أُسقطت التهم في قضية قتل بسبب عدم حضور المدعي العام عدة جلسات استماع في القضية.  وقال القاضي في القضية إن مكتب جاردنر "تخلى بشكل أساسي عن واجبه في محاكمة من يتهمهم بارتكاب جرائم".  وأعلن كيم جاردنر في مؤتمر صحفي أنه تم إعادة توجيه التهم وأن المشتبه به محتجز، رغم أنه لم يكن كذلك.  ادعت عائلة الرجل المقتول أنه لم يتم الاتصال بها عندما تم إطلاق سراح المتهم، وهو ما يعد انتهاكًا لقوانين الولاية.  في 20 يوليو، اتصل مكتب جاردنر أخيرًا بالعائلة بشأن القضية واعتذر للعائلة.  المدعي العام المكلف بالقضية، والذي كان في إجازة أمومة وتم تزوير توقيعه على ما لا يقل عن 20 قضية، استقال بعد علمه بهذه المعلومات.  ألقى غاردنر باللوم في الخطأ على السياسة والإجراءات الداخلية للمكتب بشأن الإجازة العائلية والطبية.  تضاعف معدل رفض القضايا منذ تولى غاردنر منصبه وهو ضعف معدل المقاطعات المحيطة. 
وفي قضية أخرى، دخل أحد المدعين العامين في غاردنر في صفقة إقرار بالذنب مع المدعى عليه دون إخبار عائلة الضحية، وهو ما ينتهك قانون الولاية.  علمت الأم بهذا التحديث عندما اتصلت بمكتب غاردنر لتعرف متى يجب عليها السفر لرؤية القضية.  تدعي الأم أن المدعي العام الأول لن يقبل الصفقة وكان سيتولى التحقيق في القضية.  كتبت الأم رسائل إلى القاضي في القضية بعدم قبول صفقة الإقرار بالذنب، وادعت أن غاردنر واثنين من شركائها اتصلوا بها لإجبارها على قبول الصفقة. 
في 12 يناير 2022، أُجبر مكتب غاردنر على إسقاط التهم الموجهة إلى مفجر سيارة مزعوم بسبب انتهاك حقوقه في محاكمة سريعة.  ووجهت إليه تهمة الحرق العمد، وتعريض سلامة طفل للخطر، وحيازة سلاح بشكل غير قانوني، وإتلاف الممتلكات.  وكان يقضي في ذلك الوقت حكماً بالسجن لمدة خمس سنوات بتهم اتحادية تتعلق بعدم تسجيل العبوة الناسفة التي استخدمت في التفجير.  في مايو 2021، طلب الرجل محاكمة سريعة بتهم الدولة وفشل مكتب غاردنر في الالتزام بمهلة 180 يومًا لتقديم الرجل للمحاكمة أو الاعتراض.  في 9 ديسمبر 2021، قدم مكتب جاردنر طلبًا يزعم أن طلب إجراء محاكمة سريعة لم يتم تقديمه بشكل صحيح.  صرح مساعد محامي الدائرة في القضية أنه من المحتمل ألا يتم إعادة توجيه الاتهامات ولم يتمكن من شرح السبب للضحية. 
في 13 أبريل 2022، أسقط قاضي سانت لويس مايكل نوبل تهم القتل الموجهة لامرأتين كانتا من بين المتهمين بقتل جيروم بويد جونيور في أبريل 2018.  رفض القاضي القضية لأن مكتب جاردنر فشل لعدة أشهر في تقديم تقارير للدفاع بعد عدة أوامر من المحكمة للقيام بذلك.  وتضمنت إحدى هذه التقارير إفادات أحد المتهمين لعميل فيدرالي. 

### مزاعم التمييز العنصري
في يناير 2023، أفيد أنه تمت مقاضاة جاردنر، بالإضافة إلى المدينة واثنين من موظفي المدينة الآخرين، بتهمة التمييز العنصري والانتقام.  كان الموظف الذي رفع الدعوى متخصصًا في التحويل وعمل مع المتهمين الشباب للمساعدة في إسقاط التهم الموجهة إليهم.  خلال اجتماع في مايو 2022 مع جاردنر، تم استدعاء الموظف مالك العبيد من قبل موظف العقد لأن الموظف كان يتتبع الغرامات المستحقة على المشاركين.  وفقًا للموظف، لم يقل غاردنر أي شيء للموظف المتعاقد وخرج من الاجتماع.  تم وضع الموظفة في إجازة إدارية بعد إرسال رسالة نصية لموظف آخر حول الاجتماع وكيف تم التمييز ضدها.  يقضي الموظف المتعاقد حاليًا عقوبة بتهمة القتل من الدرجة الأولى.  

### الالتحاق بمدرسة التمريض
في مايو 2023، اتهم المدعي العام لولاية ميسوري، أندرو بيلي، جاردنر بانتهاك قانون ولاية ميسوري من خلال التسجيل في برنامج درجة التمريض للدراسات العليا في جامعة سانت لويس .  استدعى النائب العام السجلات من كلية التمريض بالجامعة المتعلقة بحضور جاردنر، للتأكد مما إذا كانت تمتثل للقانون الذي يتطلب منها "تكريس وقتها وطاقتها بالكامل" لوظيفتها كمدعية عامة. 

## تاريخ الانتخابات

### حملة 2016
تنافست غاردنر ضد ثلاثة معارضين ديمقراطيين لتأمين منصبها كمدعية عامة في انتخابات عام 2016، بعد تقاعد جينيفر جويس. ركضت لإصلاح وإعادة بناء الثقة في نظام العدالة الجنائية والحد من جرائم العنف. كما وعدت بزيادة التنوع، وإجراء تحقيقات مستقلة في استخدام الشرطة للقوة، والعمل على الحد من الفوارق العرقية، وتعزيز السيطرة على الأسلحة.    قبلت حملة غاردنر مبلغ 190.750.73 دولارًا أمريكيًا من "Super PACs" (لجان العمل السياسي) الممولة جزئيًا من الملياردير جورج سوروس . 
| حزب         | مُرَشَّح           | الأصوات | %     |
| ----------- | -------------- | ------- | ----- |
| ماركا ماركا | كيمبرلي جاردنر | 19,615  | 46.60 |
| ماركا ماركا | ماري كارل      | 9,924   | 23.58 |
| ماركا ماركا | باتريك هاماخر  | 6,955   | 16.52 |
| ماركا ماركا | ستيف هارمون    | 5,595   | 13.29 |

### حملة 2020
في 4 أغسطس، فازت غاردنر في الانتخابات التمهيدية المتنازع عليها لإعادة انتخابها، حيث حصلت على 60.9% من الأصوات ضد منافستها الرائدة في الانتخابات التمهيدية لعام 2016، ماري بات كارل. فاز غاردنر في الانتخابات العامة في نوفمبر بنسبة 74.01% من الأصوات، متغلبًا على الجمهوري دانييل زدرودوفسكي.  
| حزب         | مُرَشَّح           | الأصوات | %     |
| ----------- | -------------- | ------- | ----- |
| ماركا ماركا | كيمبرلي جاردنر | 43878   | 60.92 |
| ماركا ماركا | ماري كارل      | 28,151  | 39.08 |

| حزب         | مُرَشَّح              | الأصوات | %     |
| ----------- | ----------------- | ------- | ----- |
| ماركا ماركا | كيمبرلي جاردنر    | 96,432  | 74.01 |
| مندوب       | دانييل زدرودوفسكي | 33,509  | 25.72 |
|             | اكتب في           | 434     | 0.34  |

## روابط خارجية
- مدينة سانت لويس الشخصية
- موقع مكتب المدعي العام (CAO).
- Kimberly Gardner على تويتر.